# Compañeros de aventuras
 Compañeros de aventuras es una película en blanco y negro de Argentina dirigida por Edmundo Haslop sobre el guion de Julio Ruten que se estrenó el 10 de junio de 1948 y que tuvo como protagonistas a Pablo Lagarde, Adolfo Stray, Vera Láinez, Joaquín Petrosino y Alfredo Arrocha.

## Sinopsis
Un ingeniero se hace cargo de una mina en el norte del país y un terrateniente local se le opone por todos los medios.

## Reparto
- Pablo Lagarde
- Adolfo Stray
- Vera Láinez
- Joaquín Petrosino
- Alfredo Arrocha
- Arturo Bamio
- Ricardo Trigo
- María Luisa Pratti
- Luis Arellano
- Emilia Pardo
- Jorge Villoldo
- Francisco Romano
- Víctor Fontana
- Elsa Aldao
- Hermanos Garay

## Comentarios
Noticias Gráficas en su crónica dijo:

”Tema como el que ellos han llevado a la pantalla, ha sido tratado en muchos films con cantidades más o menos cuantiosas de dinero.”

Por su parte Manrupe y Portela escriben:

”Publicitada como película de acción en el estilo norteamericano, es en realidad una película de producción humilde, estrenada como complemento y con la particularidad de estar distribuida por Monogram, sello emblema de las seriales.”